# گرگ بری
گرگ بری (انگلیسی: Greg Berry؛ زادهٔ ۵ مارس ۱۹۷۱) بازیکن فوتبال اهل بریتانیا است.
از باشگاه‌هایی که در آن بازی کرده‌است می‌توان به باشگاه فوتبال ایست تاروک یونایتد، باشگاه فوتبال تاروک، باشگاه فوتبال میلوال، باشگاه فوتبال ویمبلدون، باشگاه فوتبال برایتون اند هوو آلبیون، و باشگاه فوتبال لیتون اورینت اشاره کرد.